# Campeonato Brasileiro Série A 2025
Il Campeonato Brasileiro Série A 2025 (in italiano: Campionato Brasiliano Serie A 2025) è la 69ª edizione del massimo campionato brasiliano di calcio, con inizio il 29 marzo 2025 e termine programmato per il 21 dicembre successivo.
La squadra campione in carica è il Botafogo, che ha vinto il suo terzo titolo nazionale nell'edizione 2024.

## Stagione

### Novità
Al termine della stagione precedente sono state retrocesse Athl. Paranaense, Criciúma, Atl. Goianiense e Cuiabá, ultime quattro classificate del campionato. Al loro posto dalla Série B sono stati promossi Santos, Mirassol, Sport Recife e Ceará, prime quattro classificate del campionato.

### Formula
Le 20 squadre partecipanti giocano un girone all'italiana con partite di andata e ritorno, per un totale di 38 giornate. Al termine del campionato, la prima classificata è campione del Brasile e si qualifica per la Coppa Libertadores 2026, insieme con le squadre dal secondo al sesto posto, mentre le 6 squadre dal settimo al dodicesimo posto ottengono la qualificazione per la Coppa Sudamericana 2026. Le ultime quattro classificate sono invece retrocesse in Série B.

## Squadre partecipanti
| Squadra          | Città             | Stato             |
| ---------------- | ----------------- | ----------------- |
| Atlético Mineiro | Belo Horizonte    | Minas Gerais      |
| Bahia            | Salvador          | Bahia             |
| Botafogo         | Rio de Janeiro    | Rio de Janeiro    |
| Ceará            | Fortaleza         | Ceará             |
| Corinthians      | San Paolo         | San Paolo         |
| Cruzeiro         | Belo Horizonte    | Minas Gerais      |
| Flamengo         | Rio de Janeiro    | Rio de Janeiro    |
| Fluminense       | Rio de Janeiro    | Rio de Janeiro    |
| Fortaleza        | Fortaleza         | Ceará             |
| Grêmio           | Porto Alegre      | Rio Grande do Sul |
| Internacional    | Porto Alegre      | Rio Grande do Sul |
| Juventude        | Caxias do Sul     | Rio Grande do Sul |
| Mirassol         | Mirassol          | San Paolo         |
| Palmeiras        | San Paolo         | San Paolo         |
| RB Bragantino    | Bragança Paulista | San Paolo         |
| San Paolo        | San Paolo         | San Paolo         |
| Santos           | Santos            | San Paolo         |
| Sport Recife     | Recife            | Pernambuco        |
| Vasco da Gama    | Rio de Janeiro    | Rio de Janeiro    |
| Vitória          | Salvador          | Bahia             |

## Allenatori
| Squadra          | Allenatore                                        |
| ---------------- | ------------------------------------------------- |
| Atlético Mineiro | - Cuca                                            |
| Bahia            | - Rogério Ceni                                    |
| Botafogo         | - Renato Paiva - Davide Ancelotti                 |
| Ceará            | - Léo Condé                                       |
| Corinthians      | - Ramón Díaz - Dorival Júnior                     |
| Cruzeiro         | - Leonardo Jardim                                 |
| Flamengo         | - Filipe Luís                                     |
| Fluminense       | - Mano Menezes - Renato Gaúcho                    |
| Fortaleza        | - Juan Pablo Vojvoda - Renato Paiva               |
| Grêmio           | - Gustavo Quinteros - Mano Menezes                |
| Internacional    | - Roger Machado                                   |
| Juventude        | - Fábio Matias - Cláudio Tencati - Thiago Carpini |
| Mirassol         | - Rafael Guanaes                                  |
| Palmeiras        | - Abel Ferreira                                   |
| RB Bragantino    | - Fernando Seabra                                 |
| San Paolo        | - Luis Zubeldía - Hernán Crespo                   |
| Santos           | - Pedro Caixinha - Cléber Xavier                  |
| Sport Recife     | - Pepa - António Oliveira - Daniel Paulista       |
| Vasco da Gama    | - Fábio Carille - Fernando Diniz                  |
| Vitória          | - Thiago Carpini - Fábio Carille                  |

## Classifica
|  | Pos. | Squadra          | Pt | G  | V | N | P | GF | GS | DR  |
|  | ---- | ---------------- | -- | -- | - | - | - | -- | -- | --- |
|  | 1.   | Flamengo         | 24 | 11 | 7 | 3 | 1 | 24 | 4  | +20 |
|  | 2.   | Cruzeiro         | 24 | 12 | 7 | 3 | 2 | 17 | 8  | +9  |
|  | 3.   | Bragantino       | 23 | 12 | 7 | 2 | 3 | 14 | 11 | +3  |
|  | 4.   | Palmeiras        | 22 | 11 | 7 | 1 | 3 | 12 | 8  | +4  |
|  | 5.   | Bahia            | 21 | 12 | 6 | 3 | 3 | 14 | 11 | +3  |
|  | 6.   | Fluminense       | 20 | 11 | 6 | 2 | 3 | 15 | 12 | +3  |
|  | 7.   | Atlético Mineiro | 20 | 12 | 5 | 5 | 2 | 13 | 10 | +3  |
|  | 8.   | Botafogo         | 18 | 11 | 5 | 3 | 3 | 14 | 7  | +7  |
|  | 9.   | Mirassol         | 17 | 11 | 4 | 5 | 2 | 17 | 12 | +5  |
|  | 10.  | Corinthians      | 16 | 12 | 4 | 4 | 4 | 13 | 15 | -2  |
|  | 11.  | Grêmio           | 16 | 12 | 4 | 4 | 4 | 12 | 15 | -3  |
|  | 12.  | Ceará            | 15 | 11 | 4 | 3 | 4 | 13 | 11 | +2  |
|  | 13.  | Vasco da Gama    | 13 | 12 | 4 | 1 | 7 | 14 | 16 | -2  |
|  | 14.  | San Paolo        | 12 | 12 | 2 | 6 | 4 | 10 | 14 | -4  |
|  | 15.  | Santos           | 11 | 12 | 1 | 1 | 3 | 6  | 7  | -1  |
|  | 16.  | Vitória          | 11 | 12 | 2 | 5 | 5 | 10 | 14 | -4  |
|  | 17.  | Internacional    | 11 | 12 | 2 | 5 | 5 | 12 | 18 | -6  |
|  | 18.  | Fortaleza        | 10 | 12 | 2 | 4 | 6 | 12 | 18 | -6  |
|  | 19.  | Juventude        | 8  | 11 | 2 | 2 | 7 | 8  | 24 | -16 |
|  | 20.  | Sport Recife     | 3  | 11 | 0 | 3 | 8 | 5  | 18 | -13 |

Legenda 2026:
     Campione del Brasile e ammessa alla Coppa Libertadores e Supercopa do Brasil
     Ammesse alla fase a gironi della Coppa Libertadores
     Ammesse ai preliminari della Coppa Libertadores
     Ammesse alla fase a gironi della Coppa Sudamericana
     Retrocesse in Série B
Note:
Tre punti a vittoria, uno a pareggio, zero a sconfitta.

### Tabellone
|                  | ATM  | BAH  | BOT  | CEA  | COR  | CRU  | FLA  | FLU  | FOR  | GRE  | INT  | JUV  | MIR  | PAL  | RBB  | SAN  | SPA  | SPO  | VAS  | VIT  |
| ---------------- | ---- | ---- | ---- | ---- | ---- | ---- | ---- | ---- | ---- | ---- | ---- | ---- | ---- | ---- | ---- | ---- | ---- | ---- | ---- | ---- |
| Atlético Mineiro | –––– |      | 1–0  |      | 0–0  |      |      | 3–2  |      | 1–3  | 2–0  |      |      |      | 2–1  |      | 0–0  |      |      | 2–2  |
| Bahia            | 2–1  | –––– | 1–0  | 1–0  | 1–1  |      |      | 3–3  |      |      |      | 3–0  | 1–1  |      |      |      | 2–1  | 2–1  |      |      |
| Botafogo         |      |      | –––– | 3–2  | 1–1  |      |      | 2–0  |      |      | 4–0  | 2–0  |      | 0–1  |      |      | 2–2  |      |      | 0–0  |
| Ceará            | 0–1  |      |      | –––– | 0–1  |      | 1–1  |      |      | 2–0  |      |      | 0–2  |      | 1–0  |      | 1–1  | 2–0  | 2–1  | 1–0  |
| Corinthians      |      | 1–2  |      |      | –––– | 0–0  |      | 0–2  |      |      | 4–2  |      |      |      | 1–2  | 1–0  |      | 2–1  | 3–0  | 0–0  |
| Cruzeiro         | 0–0  | 3–0  |      | 1–2  |      | –––– | 2–1  |      |      | 4–1  |      | 4–0  | 2–1  | 2–1  |      | 1–2  |      |      | 1–0  |      |
| Flamengo         |      | 1–0  | 0–0  |      | 4–0  |      | –––– | 1–0  | 5–0  |      | 1–1  | 6–0  | 2–1  |      |      |      | 2–0  |      |      |      |
| Fluminense       |      |      |      |      |      | 0–2  |      | –––– | 2–1  | 1–0  |      |      |      | 1–2  | 2–1  | 1–0  |      | 2–1  | 2–1  | 1–1  |
| Fortaleza        |      | 1–1  | 0–5  | 0–1  |      | 0–2  |      | 2–0  | –––– |      | 0–0  | 5–0  |      | 1–2  | 3–1  | 2–3  |      |      |      |      |
| Grêmio           | 2–1  | 1–0  |      |      | 1–1  |      | 0–2  |      | 2–1  | –––– | 1–1  |      |      |      | 1–1  | 1–0  |      | 0–1  |      |      |
| Internacional    |      |      |      | 1–0  |      | 3–0  | 1–3  | 0–2  |      |      | –––– | 3–1  | 1–1  | 0–1  |      |      | 1–2  |      | 1–1  | 1–0  |
| Juventude        | 0–1  |      |      | 2–1  | 2–1  |      |      | 1–1  |      | 0–2  |      | –––– | 2–2  |      |      |      | 0–1  | 2–0  |      | 2–0  |
| Mirassol         | 2–2  |      |      |      | 2–1  |      |      |      | 1–1  | 4–1  |      |      | –––– |      |      | 3–0  |      | 1–0  | 3–2  | 1–1  |
| Palmeiras        | 3–2  | 0–1  | 0–0  | 2–1  | 2–0  |      | 0–2  |      |      | 1–0  |      |      | 1–1  | –––– |      |      | 1–0  |      |      |      |
| RB Bragantino    |      | 0–3  | 1–0  | 2–2  |      | 1–0  | 1–2  |      |      |      | 1–3  | 1–0  | 1–0  | 1–2  | –––– |      | 2–2  |      |      |      |
| Santos           | 2–0  | 2–2  | 0–1  | 0–0  |      |      | 1–0  |      |      |      | 1–2  | 3–1  |      |      | 1–2  | –––– |      |      | 0–6  |      |
| San Paolo        |      |      |      |      | 2–0  | 1–1  |      | 3–1  | 0–0  |      |      |      | 0–2  |      |      | 2–1  | –––– | 0–0  | 1–3  | 2–0  |
| Sport Recife     |      | 0–0  | 0–1  |      |      | 0–4  |      |      | 0–0  |      | 1–1  |      |      | 1–2  | 0–1  | 2–2  | 2–2  | –––– |      |      |
| Vasco da Gama    | 1–1  |      | 0–2  |      |      |      | 0–0  |      | 3–0  | 1–1  |      |      |      | 0–1  | 0–2  | 2–1  |      | 3–1  | –––– |      |
| Vitória          |      |      |      |      |      | 0–0  | 1–2  |      | 2–1  | 1–1  |      | 2–2  |      | 2–2  | 1–0  | 0–1  |      | 2–2  | 2–1  | –––– |